# 山岡政紀
山岡 政紀（やまおか まさき、1962年 - ）は、日本の言語学者。研究分野は、言語学・日本語学・語用論・人間学。創価大学文学部教授。日本語用論学会副会長・評議員。公益財団法人東洋哲学研究所委嘱研究員。創学研究所研究員。

## 来歴

### 略歴
京都府京都市山科区出身。1985年に筑波大学第一学群人文学類を卒業する。1989年に筑波大学大学院博士課程文芸・言語研究科を単位取得退学。1989年より筑波大学文芸・言語学系助手。1992年に創価大学文学部講師に着任。その後、助教授を経て、2004年より教授。その間、2005年度にカリフォルニア大学バークレー校哲学科客員研究員、2019年度にデリー大学セントスティーブンス校言語センター客員教授として一時滞在している。

### 学位
- 1988年 文学修士（筑波大学）（修士論文「日本語の「場」と人称の研究」）
- 2000年 博士（言語学）（筑波大学）（学位論文「日本語の述語と文機能の研究」）[4]

## 研究
院生時代から30代までは現代日本語文法、特にモダリティを研究していたが、博士論文「日本語の述語と文機能の研究」(2000)を境に理論的な語用論領域に踏み込むようになり、現在は語用論研究者として定着している。主著『発話機能論』(2008)では、ジョン・サールの発話行為論とM・A・K・ハリデーの発話機能論を折衷したような独自の「発話機能論」を提唱している。この山岡政紀流「発話機能論」は主に言語教育学における機能シラバスや会話分析の基礎理論として活用されている。同時に、日本語の配慮表現について長年にわたり研究しており、その蓄積をもとに編著書『日本語配慮表現の原理と諸相』(2019)を著している。

## 著書

### 単著
- 『日本語の述語と文機能』（くろしお出版、2000）[10]
- 『発話機能論』（くろしお出版、2008）[5]

### 編著
- 『日本語配慮表現の原理と諸相』（くろしお出版、2019）[8]

### 共著
- 『日本語2ndステップ』（共著者：石川惠子・山本忠行・鈴井宣行、白帝社、1993、2004[改訂版]）[11]
- 『コミュニケーションと配慮表現 日本語語用論入門』（共著者：牧原功・小野正樹、明治書院、2010）[12]
- 『新版 日本語語用論入門 コミュニケーション理論から見た日本語』（共著者：牧原功・小野正樹、明治書院、2018）[13]

### 共編著
- 『日語動詞及周辺研究』（共編者：張威、外研社、2009）
- 『ヒューマニティーズの復興をめざして 人間学への招待』（共編著者：伊藤貴雄・蝶名林亮、勁草書房、2018）[14]
- 『創造的人間への道―人間学を道標として』（共編著者：伊藤貴雄、第三文明社、2024）[15]
- 『世界の配慮表現』（共編著者：西田光一・李奇楠、ひつじ書房、2025）[16]

## 主な論文
- 山岡政紀「疑似命令文 : 日本語モダリティの文法化の一事例」『日本語と日本文学』第10巻、筑波大学国語国文学会、1988年12月、L11-L19、CRID 1390290699628796416、doi:10.15068/00161990、ISSN 0285-6352。
- 山岡政紀「省略における言語外情報の伝達」『日本語教育』第67号、東京 : 日本語教育学会、1989年3月、99-110頁、CRID 1520290883577920256、ISSN 03894037。
- 山岡政紀「発話行為論とモダリティ : 疑似意向文をめぐって」『言語学論叢』第8巻、筑波大学一般応用言語学研究室、1989年5月、16-28頁、CRID 1050001202558617344、ISSN 0914-966X。
- 山岡政紀「授受補助動詞と依頼行為」『文藝言語研究. 言語篇』第17巻、筑波大学大学院人文社会科学研究科 文芸・言語専攻、1990年1月、19-33頁、CRID 1050282677535159040、ISSN 0387-7515。
- 山岡政紀「情報帰属理論とその人称性に関する基礎的考察」『日本語日本文学』第1号、創価大学日本語日本文学会、1991年3月、A12-A23、CRID 1050845762658417792、ISSN 09171762。
- 山岡政紀「意志表現の文型提示に関する一考察:機能シラバスの1つの原理として」『日本語教育』第77号、東京 : 日本語教育学会、1992年7月、76-88頁、CRID 1520009407392248960、ISSN 03894037。
- 山岡政紀「形容詞文の意味と知覚の主観性」『日本語日本文学』第4号、創価大学日本語日本文学会、1994年3月、A13-A26、CRID 1050282812705007104、ISSN 09171762。
- 山岡政紀「経験の帰属空間と形容詞文の諸問題(III)」『日本語日本文学』第7号、創価大学日本語日本文学会、1997年3月、A13-A34、CRID 1050001337728302848、ISSN 09171762。
- 山岡政紀「感情表出動詞文の分類と語彙」『日本語日本文学』第8号、創価大学日本語日本文学会、1998年3月、A1-A17、CRID 1050001337728305024、ISSN 09171762。
- 山岡政紀「発話機能と発話内行為」『創価大学人文論集』第11号、創価大学人文学会、1999年3月、A135-A154、CRID 1050001337728190336、ISSN 09153365。
- 山岡政紀「感情変化動詞の語彙と文法的特徴」『日本語日本文学』第10号、創価大学日本語日本文学会、2000年3月、A33-A43、CRID 1050282812705022720、ISSN 09171762。
- 山岡政紀「可能動詞の語彙と文法的特徴」『日本語日本文学』第13号、創価大学日本語日本文学会、2003年3月、A1-A36、CRID 1050282812705035648、ISSN 09171762。
- 山岡政紀「日本語における配慮表現研究の現状」『日本語日本文学』第14号、創価大学日本語日本文学会、2004年3月、A17-A39、CRID 1050845762658460928、ISSN 09171762。
- 山岡政紀, 柳沼正広「御書現代語訳の事例研究(4)法華経引用の訳案について」『東洋哲学研究所紀要』第21号、八王子 : 東洋哲学研究所、2005年、228-206頁、CRID 1523669555362408576、ISSN 09120610。
- 山岡政紀「発話機能論の原理 : 命令・服従を例として」『日本語日本文学』第16号、創価大学日本語日本文学会、2006年3月、A1-A17、CRID 1050845762658464256、ISSN 09171762。
- 山岡政紀「発話機能論の歴史」『日本語日本文学』第18号、創価大学日本語日本文学会、2008年3月、49-64頁、CRID 1050282812705045760、ISSN 09171762。
- 牧原功, 山岡政紀, 小野正樹, 李奇楠, 金玉任「日本語の配慮表現研究と日本語教育」『2010世界日本語教育大会論文集』2010年、1-30頁、CRID 1010282257054457992。
- 山岡政紀「人間学の探究(4) : 主観から客観を導き出す手法」『創価人間学論集』第4号、創価大学人間学会、2011年3月、57-69頁、CRID 1050564287681572480、ISSN 18827942。
- 山岡政紀, 李奇楠「配慮表現の日中対照と日本語教育」『趙華敏編『異文化理解と日本語教育』』第1巻、2015年、216-231頁、CRID 1010000782250579976。
- 山岡政紀「配慮表現の慣習化と原義の喪失をめぐる一考察」『日本語コミュニケーション研究論集』第5巻、2016年、1-10頁、CRID 1010000781841372684。
- 山岡政紀「配慮表現の慣習化をめぐる一考察 ―メタファーとのアナロジーをもとに―」『日本語日本文学』第27号、創価大学日本語日本文学会、2017年3月、27-38頁、CRID 1050282812707595648、ISSN 0917-1762。
- 山岡政紀「配慮表現はいかに普遍的であるか」『日本語用論学会第23回大会発表論文集』第16巻、2021年、165-168頁、CRID 1010576118645244928。
- 山岡政紀「配慮代名詞「何」を用いた配慮表現 : 前置きの「~のも何ですが」を中心に」『国語学研究』第60号、仙台 : 「国語学研究」刊行会、2021年、1-12頁、CRID 1520853835043060992、ISSN 02881209。
- 山岡政紀「日本語の文法と語用論 : モダリティから発話機能へ」『日本語学』第41巻第3号、明治書院、2022年、34-41頁、CRID 1520011848888539776、ISSN 02880822。
- 山岡政紀「人間学の探究(8)―人間の定義(2)ホモ・ロクエンス」『創価人間学論集』第17号、創価大学人間学会、2024年3月、139-156頁、CRID 1050581157741591040、ISSN 18827942。

## 寄稿
- 「鬼才」「奇才」「天才」……、才能を表す言葉はどれが一番上なの？（2019年1月2日、ニコニコニュース）[17]
- 言語学から人間学へ （2019年1月19日、『東洋学術研究』第59巻第2号「研究覚え書き」、東洋哲学研究所）[18]
- 師と出会い、師から学ぶ （2020年3月20日、『いがぐり』第59号、東北大学文学部・大学院文学研究科 国語学研究室）[19]
- どんな配慮がある？ビジネスメールで見かける「インラインにて失礼します」にモヤッとする人も…使われる理由を教授に聞いた（2023年7月7日、FNNプライムオンライン）[20]